# がんばれ!キッカーズ
『がんばれ!キッカーズ』は、ながいのりあきによる日本の漫画作品。また、それを原作としたテレビアニメ作品。『月刊コロコロコミック』、『別冊コロコロコミック』、『小学五年生』、『小学六年生』で連載された。

## 概要
1984年から1989年まで『月刊コロコロコミック』誌を中心に連載された、小学生による「弱小サッカー部」をメインに据え、普通の少年たちが努力してチーム全体が成長していく姿を描いたサッカー漫画である。
本作は、コロコロコミック編集部から当時人気を博していた「『キャプテン翼』のようなサッカーものをやろう」という企画が持ち上がったことにより誕生したもので、すがやみつるの下でアシスタントを務めていた、ながいが描くことになった。『別冊コロコロコミック』1982年1月号にて読み切りのサッカー漫画(「サッカーチャンプ源平」）を発表していたものの、ながいはサッカーの知識が無く、当初はこの企画に困惑していた。悩んだ末に、高校時代に愛読していたちばあきおの野球漫画『キャプテン』を手本に、「（等身大の登場人物たちが）たとえ敗れても何らかの経験を得る、超人的なプレーの必要ないサッカー漫画」として描くことになった。
1986年には第32回小学館漫画賞児童部門を受賞。全日本少年サッカー大会の大会ポスターに起用されるなど、当時のサッカー漫画としては『キャプテン翼』に次ぐ人気作品となった。また、この大会が10周年を迎えたことを記念し、サッカー少年にアピールすることを目的として、同年10月に日本テレビ系でテレビアニメ化された。放送開始当初の1986年秋には、先番組『ドリモグだァ!!』と共に本作が掲載されている番組弘報の下敷きが頒布され、「4　日本テレビ」の版権表示も明記されている。
2002 FIFAワールドカップ開催記念として愛蔵版として再発刊され、2006 FIFAワールドカップの時には開催記念として「株式会社G.B.」より、南陽戦が完全収録された「熱闘編」と西山戦が完全収録された「涙の友情編」が「G.B.ベストコミックス」として出版された。
ながいは本作終了後、直接の関係はないものの、1992年に報知新聞紙上で『めざせ!!ワールドカップキッカーズ2002』（原作・大住良之）を発表している。単行本は1993年に「小学館Jリーグブックス」にて発売された。
なお、本作の主人公である大地翔は、フランスやイタリアでは「ルディ」(Rudy)という名前であり、フランス版では『But pour Rudy』(ルディのためのゴール)、イタリア版では『Palla al centro per Rudy』(ルディのためにボールを中心に)という作品名である。

## あらすじ
名門・清水が丘FCの補欠だった大地翔は北原小学校へ転校し北原キッカーズに加入するが、キッカーズは公式戦未勝利、練習試合も連戦連敗中の弱小チームであり、キャプテンの本郷勝や石井健太を初めとした部員たちはサッカーへの情熱を失っていた。
翔の熱意もあってキッカーズは県下の強豪・南陽SCとの練習試合を行う運びとなるが、ゴールキーパーの上杉光や南陽三羽ガラスを擁する南陽の前に前半戦だけで12点もの失点を重ねてしまう。後半戦では互角の勝負の末に上杉から執念の1点をもぎ取るものの、試合は結局1-12の大差でキッカーズの敗北。この対決を通じて取り戻した情熱と悔し涙こそがキッカーズの本当の意味でのスタートとなった。
重い事情を抱えた水島亮を擁する西山SSSとの退場者を出しながらの練習試合や、翔の古巣である清水が丘FCといった強豪チームとの対決を通じて部員たちは成長していく。
やがて全日本少年サッカー大会地区予選が始まると、キッカーズは1回戦で前回大会ベスト4の白鳳イレブンと対戦。鉄壁の守りを誇る戦術に苦戦するが、北原小の各運動部との特訓の成果を発揮して3-2と逆転し、公式戦初勝利を収める。続く2回戦、怪力漁師チームの由良崎SCをPK戦の末に破ったキッカーズは勢いに乗り、ついに決勝進出を果たした。
優勝を争う相手は初戦で西山SSSを下した南陽SC。試合は一進一退の攻防を続けるが、後半に入ると南陽が地力を見せ1-3とリード。キッカーズは本郷を中心とした守備で南陽の攻勢をしのぐと、試合終盤に反撃に転じ1点差に詰め寄った。しかし翔がアディショナルタイムにあげた得点は認められず、試合は2-3のスコアで終了。キッカーズは敗れ全国大会出場を逃した。その後、キッカーズとの試合で肩を負傷した上杉はストライカーに転向することを決意し、本郷や西山SSSの水島兄に同じ中学でプレーすることを提案する。
本郷が卒業し、新キャプテン健太の下で活動を始めた新生キッカーズには、キーパーの一之瀬金時をはじめとする新メンバーが加入。個性溢れる様々なチームとの練習試合を経て、2年目の少年サッカー大会へと挑んでいく。1回戦は優勝候補筆頭の帝和FCとの対戦。小学生離れした個人能力を有する天童を抑えきれずに苦戦するが、かろうじてこれに勝利すると勢いに乗り、2大会連続での決勝進出を果たした。
対戦相手は準決勝で南陽SCを大差で下した西山SSS。そこには水島雄の弟、亮が病気療養から復帰し、さらに翔の清水が丘時代の先輩である真行寺が加わっていた。試合は亮の多彩なプレーと真行寺の堅守を軸に西山が優勢を保ち、前半終了間際、ついにキッカーズはゴールを割られてしまう。しかし後半、キッカーズは執念で同点に追いつくと、さらに翔のトリックプレーからのシュートで勝ち越し点を挙げて試合終了。念願の大会優勝、全国大会出場を決定し、人々からの声援と期待に包まれたキッカーズの姿と共に物語は幕を閉じた。

## 登場人物
各人物の学年は初登場時のもの。第一話以前のキッカーズのメンバーについては後述の『特別編』の描写から、キッカーズ2年目の控え選手らの名前と学年は月刊コロコロコミック1988年2月号の特集ページから記載する。

### 北原キッカーズ
大地 翔 （だいち かける）
声 - 鈴木富子
この物語の主人公。ポジションはセンターフォワード。背番号10。小学4年生。全日本少年サッカー大会優勝の清水が丘FCの補欠選手だったが、北原小学校に転校し「おんぼろチーム」と呼ばれるキッカーズに入団した。明るく前向きな性格と行動力でチームメイトを牽引し、エースストライカーとして南陽SCや西山SSSといった強豪チームと渡り合った。強烈なシュート力の持ち主であり、5年生の地区予選時には帝和FCのGK高見沢から「剛球シュート」と評されている。2006年に出版された中学生時代を描いた「熱闘編」では本郷、上杉、水島兄、その他旧キッカーズの面々がいる北原中へ進学、「涙の友情編」では1年生で全国制覇を経験した。
アニメでは「はらぁ～」が口癖。
本郷 勝 （ほんごう まさる）
声 - 伊倉一恵
ポジションはゴールキーパーであり、キッカーズのキャプテンを務める。通称「キャプテン」。背番号1。小学6年生。「半端者の自分たちでも何かができるはずだ」と決意し、仲間たちと共にサッカーチーム「北原キッカーズ」を創設する。連載当初は冷めた性格をしていたが、翔に影響されサッカーへの情熱を取り戻す。南陽戦や清水が丘戦では相手のレベルの高いプレーに触れるうちにキーパーとして急速な成長を見せ、一目置かれるようになる。また、指導者のいないチーム事情の中で精神的な支柱としてチームを牽引した。
石井 健太 （いしい けんた）
声 - つかせのりこ
ポジションはミッドフィールダー。背番号7。小学5年生。直情径行な性格で、キッカーズを侮辱した他チームの選手に暴力を振るったためにチーム全体が対外試合禁止処分を受けたり、ハーフタイムに観客と乱闘を起こし退場処分を受ける などトラブルメーカー的な存在である。キッカーズに入部した理由も、その喧嘩っ早さから本郷に突っかかり、返り討ちにあう形で半ば強引に、というものであった。しかし選手としての技術はその頃から高く、自分を笑った守の顔に腹いせのシュートを命中させ、試合では翔と共にツートップを務めることもある。本郷らの卒業後はキャプテンを務めた。実家は寿司店経営。
原 たけし （はら たけし）
声 - 渡辺真砂子
ポジションはライトウイング。背番号9。双子の兄。小学5年生。きよしとは双子の兄弟であり、息のあったプレーが特徴。健太と一緒にその場にいたというだけで兄弟揃ってキッカーズへと入団させられた。白鳳イレブン戦では後半から弟と共にセンターバックを務めた。実家は玩具店経営。
原 きよし （はら きよし）
声 - 大谷育江
ポジションはレフトウイング。背番号11。双子の弟。小学5年生。きよしとは双子の兄弟で息のあったプレーが特徴だが、半人前と評されることに引け目を感じ、一人でどこまでできるのか試そうと他チームのテストに挑んだこともあった。たけしときよしでは顔のほくろの位置が異なっている。
小畑 英夫 （おばた ひでお）
声 - 安達忍
ポジションはミッドフィールダー。背番号6。通称「デコ」。小学5年生。父親はスポーツ店経営で熱心にキッカーズを支援している。漫画では丸坊主だがアニメ版では短髪。健太に次ぐトラブルメーカーだが、直情径行な性格が元でトラブルを起す健太に対し、小畑はのんびりした性格が元で失敗やトラブルを起すことが多い。西山SSS戦では乱闘に巻き込まれ健太と共に退場処分を受けた。
大高 守 （おおたか まもる）
声 - 高乃麗
ポジションはディフェンダー。背番号4。小学5年生。長身とリーゼント風の髪型が特徴。健太、原兄弟と共に本郷からキッカーズへとスカウトされるが、母子家庭で苦労する母を気遣い、初試合の当日まで入団を躊躇っていた。本郷や浜本の卒業直前にポジションを巡って揉めごとを起こし、チームを離れバスケットボール部に入団したこともあった。
野口 学 （のぐち まなぶ）
声 - 頓宮恭子
ポジションは左サイドバック。背番号5。眼鏡をかけたインテリキャラ。小学5年生。本郷に代わる新キャプテン選出の際に健太と対立したり、勉強が疎かになったためキッカーズを退団して塾通いを始めたこともあった。またアニメ版でも直情型の健太、理屈家の学という対比的な役どころの立場になることが多い。アニメでは台詞の前に「ワタクシ思いますに」と付けるのが特徴。
高田 哲也 （たかだ てつや）
声 - 冨沢美智江
ポジションはミッドフィールダー。背番号8。小学4年生。実家はカメラ店経営。
古賀 信介 （こが しんすけ）
声 - 柿沼紫乃
ポジションは右サイドバック。背番号2。小学5年生。メンバーの中で唯一、スポットが当たるエピソードが全くない。
浜本 直人 （はまもと なおと）
声 - 鈴木三枝
ポジションはセンターバック。背番号3。チーム一の長身。小学6年生。
太田 太一 （おおた たいち）
声 - TARAKO
ポジションはセンターバック。背番号12で本郷らの卒業後は3。小学5年生。肥満体型で食いしん坊のキャラ。気が弱く判断力や動作は鈍いが体を張った守備や、ロングスローやロングシュートを得意としており、怪力を活かして由良崎SCの中島、帝和FCの天堂ら巨漢選手と渡り合った。南陽SCとの練習試合の際には負傷した本郷の代わりにゴールキーパーを務めた。チーム唯一の補欠だったが、本郷の卒業後にレギュラー昇格しセンターバックのポジションを得た。実家は八百屋。
一之瀬 金時 （いちのせ きんとき）
ポジションはゴールキーパー。翔と同級生。本郷らの卒業後にキッカーズに入団したが、歯に衣着せぬ性格で、初登場時には健太に代わってキャプテンになると意気込んだ。元々は最上イーグルスに所属しており、エースストライカーである海城の練習用キーパーをこなしていく中でその実力を開花させるが、皮肉にもその実力による活躍が原因となって海城との確執が起こり、チームを退団することになってしまう。古巣イーグルスとは練習試合を経て地区予選で再戦し、雪辱を果たす。中学生編でも翔や他の旧キッカーズの面々と共に北原中に進学しており、本郷の控えGKを務めていた。
栗田 保 （くりた たもつ）
本郷らの卒業後にキッカーズに入団した、イガグリ頭が特徴の選手。翔や金時より下級生。通称「どんぐり」。実家は「どんぐり亭」というラーメン店を経営している。人通りの中をドリブルしながら出前するという日々の中で身に付けた身軽さやフェイント技術が、後の帝和FCとの対戦で活かされていく。
石丸強（いしまる つよし）
2年目新入部員。小学5年生。最初の地区予選での奮闘を受けて2年目のキッカーズには金時、栗田の他にも大量の新入部員がやってきたが、その多くは厳しい練習についていけず退団していった。最終的に残った8名の新入部員たちも練習ばかりの日々に不満を募らせていたが、栗田、翔、金時を相手とした3対3のミニサッカー勝負を通して栗田の努力と実力を、そして自分たちの実力不足を素直に認め、気持ちを新たにチームに残っている。石丸は控え選手らの中心的人物であり、ミニサッカー勝負にも参加した。
三田寛平（みた かんぺい）
2年目新入部員。小学4年生。ミニサッカー勝負の控側3人の1人だが、放ったシュートは金時にあっさり止められてしまった。
野崎しんや（のざき しんや）
2年目新入部員。小学5年生。ミニサッカー勝負ではキーパーを務めたが栗田のパスをカットすることはできず、翔のシュートを決められていた。
岸本実（きしもと みのる）
2年目新入部員の一人。家が洋品店であるため本人も縫物が得意。宮下SSの忠太郎に踏み潰されたボールを修理した。
小沢はじめ（おざわ はじめ）、中村大介（なかむら だいすけ）、空野つね吉（そらの つねきち）、山崎淳（やまざき じゅん）
2年目新入部員たち。学年は小沢が4年生、他は全員5年生。

### 南陽SC
上杉 光 （うえすぎ ひかる）
声 - 山田栄子
ポジションはゴールキーパー。南陽SCのキャプテン。小学6年生。全国屈指の天才ゴールキーパーと呼ばれ、キッカーズの前に立ちはだかった。全国大会出場を賭けたキッカーズとの決勝戦で肩を痛めたこともありキーパーを断念し、ストライカーに回ることを宣言。同じポジションを務める本郷に中学では同じチームでプレーしないかと勧誘した。書き下ろしの中学生編では翔や本郷達と共に、南陽時代にも成し得なかった全国制覇を達成した。
池田 みのる （いけだ みのる）
声 - 片岡富枝
南陽三羽ガラスの1人。ポジションはライトウイング。小学6年生。
岸 祐介 （きし ゆうすけ）
声 - 羽村京子
南陽三羽ガラスの1人。ポジションはセンターフォワード。小学6年生。
吉田 つよし （よしだ つよし）
南陽三羽カラスの1人。ポジションはレフトウイング。小学6年生。
片山 啓吾 （かたやま けいご）
ポジションはディフェンダー。長身でパワーがあり、バナナシュートを蹴ることができる。小学6年生。
早川 秀人 （はやかわ しゅうと）
ポジションはフォワード。上杉や南陽三羽ガラスの卒業後に南陽SCのエースとなった選手で、高校生のゴールキーパーからも得点できる実力を持つ。しかし地区予選準決勝の西山SSS戦では真行寺に動きを封じられ完敗した。先輩達と違ってキッカーズと直接対戦する機会はなかった。

### 西山SSS
水島 雄 （みずしま ゆう）
声 - 水島裕
ポジションはセンターフォワードであり、西山SSSのキャプテン。小学6年生。天才ストライカーと呼ばれ、多種多彩なシュートや回転ヒールシュートを得意としている。病気療養中の弟のために全国大会に出場しようとの思いから、キッカーズとの対戦の際には激しいプレーを挑んだ。
水島 亮 （みずしま りょう）
声 - 飛田展男
雄の弟。小学5年生。兄を上回る実力の持ち主 であり小学4年時にエースストライカーとしてチームを地区予選の決勝まで導いた。重い病気を抱え闘病生活のためサッカーを断念し、一時は危篤状態にまで陥ったが、小学6年時には復帰を果たした。フル出場は難しいと言われていたが、全少予選決勝のキッカーズ戦で先発出場をすると左右のカーブ、ドライブ回転、ブレ球 などの多彩なキックを駆使して相手を翻弄した。
真行寺 あきら （しんぎょうじ あきら）
ポジションはディフェンダー。翔の清水が丘FC時代の先輩で将来のエースストライカー候補だった。西山SSSではディフェンダーにコンバートされ、俊敏な対敵動作で相手の攻撃を封じた。

### 帝和FC
天童 要 （てんどう かなめ）
ポジションはフォワード。身長181cm、体重100kgという小学生離れした体格の持ち主で、高校生のゴールキーパーから得点を挙げ、鎖のゴールネットを突き破るほどのキック力を持つ重量級の選手である。キッカーズとの対戦時には「お前達が敗れるのは目に見えているから棄権しろ」と見下す態度を採っていたが、試合後は彼らの粘り強さを讃えた。
高見沢 淳 （たかみざわ じゅん）
ポジションはゴールキーパー。並はずれた運動神経と敏捷性で、帝和の黒ヒョウの異名を持つ。大会前のデモンストレーションでは天童のシュートで負傷した高校生キーパーに代わってゴールに入り、南陽の早川、西山の水島（弟）、翔のシュートをことごとく防いでみせた。最後の天童のシュートもキャッチは成功したがそのままゴールに押し込まれた。

### その他
小畑 栄作 （おばた えいさく）
声 - 山下啓介
デコの父親でスポーツ用品店を経営する。禿げ頭が特徴。ユニフォームやボールなど用具の支給、対戦チームのデータ収拾、飲食物の差し入れなどでチームに協力し、合宿や対外試合にも応援に駆けつける。自身もサッカー経験者で初登場時にはデコをセンターフォワードに起用するように懇願するも本郷に断られたため、チームを退団させようとした。
広沢 （ひろさわ）
北原小学校野球部キャプテン。当初はキッカーズに批判的な態度を取っていたが、南陽SC戦での直向きな姿に感銘を受けて、練習場所を譲ったり野球部総出で練習相手を申し出るなど好意的な立場を採る。
カルロス
ブラジルチームのエース。激しい接触プレーと個人技を持ち味としている。ブラジルチームは個人プレーを信条としており、チームプレーを信条とするキッカーズと対比して描かれた。2巻から3巻に登場。
風間 竜一 （かざま りゅういち）
学校の計らいでキッカーズのコーチになった人物。「鬼コーチ」の異名を持ち、スパルタ指導や他の部活動から選手を勧誘するなどの荒療治でキッカーズを鍛え直そうとするが、乱暴な態度を採った他チームの選手に「サッカーは紳士のスポーツだ」と一喝し制裁を振るったことが問題となりチームを去った。5巻に登場。
沖田（おきた）
前年度の全少地区予選3位の白鳳イレブンのキャプテン。ポジションはフォワード。白鳳は沖田と九鬼とのツートップを前線に残しゴール前に鉄壁の守備を敷くチームだが、地区予選1回戦でのキッカーズと対戦時にはFWの原兄弟と長身DFの浜本と大高を入れ替えるという対策 の前に敗れた。1巻から2巻、5巻から6巻に登場。
藤村三姉妹 （ふじむら さんしまい）
長女のユミ（バレーボール部）、次女のクミ（ソフトボール部）、三女のマミ（新体操部）が揃って各部活のエースとして活躍していることから「藤村三姉妹」の異名で呼ばれている。キッカーズ入団を希望する四女のルミが練習中に怪我を負ったことから 誤解を生み、女子サッカー部「北原ギャルズ」を結成して対戦した。7巻に登場。
中島 大海 （なかじま たいかい）
声 - 田中真弓
全少地区予選2回戦でキッカーズと対戦した由良崎SCのキャプテン。漁師の息子。由良崎SCは漁と浜辺での特訓で足腰を鍛えるチーム。8巻に登場。
用務員
北原小の用務員を務める老人。地区予選3回戦を控えたキッカーズから、ボールを大切にする気持ちと、それをキープし操る技術が消えかけていることを巧みなリフティング技術によるボールの奪い合いで教えてくれた。翔にバナナシュートの蹴り方を教えたのも彼である。
西村陽太（にしむら ようた）
地区予選3回戦の相手、西郷SSの司令塔を務めるMF。西郷は相手の反則を誘い審判の誤審を狙うプレーと、選手たちの連携による全員サッカーが武器。10巻に登場。
花形 （はながた）
全国から優秀な生徒を集めるエリート学校「弓が浜学園」のキャプテンであり、ポジションはゴールキーパー。コンピュータを駆使して相手の動きを分析したデータを基に、各選手に綿密なコーチング（指示）を行う。8巻から9巻に登場。
兵藤 俊 （ひょうどう しゅん）
声 - 菊池英博
小学6年生。一匹狼的な性格で、他チームの試合に助っ人として加わり報酬を得ていることから「汚れたストライカー」と呼ばれている。北原小学校に転校後は、自ら「ジャッカルズ」というチームを結成してキッカーズに勝負を挑んだ。9巻から10巻に登場。アニメ番外編「ひとりぼっちのエースストライカー」に登場。
石井 健介 （いしい けんすけ）
キッカーズの健太の親戚で清心学園SCの選手。健太を挑発し「負けた方がサッカーを辞める」条件でリフティング対決を挑んだ。11巻に登場。
山辺 （やまべ）
清水が丘FCの正ゴールキーパー。6年生。清水が丘FC4年生チームとキッカーズの試合に前半途中から出場した。完全に逆を突かれたシュートに反応するなど敏捷性は高く「おれがゴールを守る限り、そう簡単に得点を許さない」と意気込んだ。12巻から13巻に登場。
北条 （ほうじょう）
清水が丘FCのエースストライカー。6年生。当初は清水が丘FC4年生チームとキッカーズの試合に懐疑的だったが、後半途中に自ら試合出場を申し出た。試合後には相対した本郷の実力を高く評価した。12巻から13巻に登場。
マイク
青風クラブに所属するイギリスからの留学生で、ポジションはゴールキーパー。青風クラブはローラースケートを履いて練習する異色のチーム。15巻に登場。
海城 真作（かいじょう しんさく）
最上イーグルスの選手。ポジションはフォワード。6年生。陸上競技短距離出身の俊足ストライカー。キッカーズの金時とはチームメイトだったが、彼の選手としての成長と、自分ではなく彼へと向けられたチームメイトたちの称賛の声を快く思わず、理不尽な練習を課し「ヒーローはチームに二人は必要ない」と圧力をかけ退団に追い込んだ。最上とキッカーズは練習試合と大会地区予選とでそれぞれ対戦しており、練習試合では結成間もなく足並み揃わない新生キッカーズを相手に（後半追い上げられつつも）勝利を収めたが、地区予選ではすっかり成長し勢いに乗ったキッカーズを相手に、手も足も出せず敗北している。16巻、20巻に登場。
大島 仙一（おおしま せんいち）
全国大会優勝を目指して結成された選抜チーム「東海FC」の監督。かつて無名のチームを鍛え上げて全国優勝に導いた実績がある。翔も選抜メンバーに選ばれたがキッカーズでのプレーを優先したため辞退。これをきっかけに大島は指導者の存在しないキッカーズに苦言を呈し、練習試合の相手に指名した。16巻から17巻に登場。
浜野 一角 （はまの いっかく）
竜王島FCのキャプテン。最初の対戦時にキッカーズに大勝したことから「サッカーをなめている」と再戦の申し込みを断っていたが、翔たちの熱心さを見て考えを改める。17巻から18巻に登場。
忠太郎 （ちゅうたろう）
宮下SSのキャプテンで巨漢キーパー。元々はケンカばかりの不良だったが学校側の命令でサッカー部を作らされた。練習試合ではラフなプレーで翔を負傷させ、キッカーズのサッカーボールを根こそぎ取り上げてしまった。
この話は単行本未収録で、コロコロコミックでの掲載順としては最上イーグルスとの練習試合と2度目の大会地区予選の間に位置する全3回のシリーズであったが、後述の完全版では2度目の地区予選決勝の後（第6巻）に収録されている。
黒岩 将吾 （くろいわ しょうご）
北原小の番長。忠太郎からキッカーズの敗戦を聞かされて逆上し、選手たちに対して過剰な活入れを行うが、逆にキッカーズの根性を見せつけられる結果となり、以降は協力的になる。

## 用語
北原キッカーズ
主人公の大地翔が所属する北原小学校の単独チーム（学校のクラブ活動とは別のクラブチーム）。公式・非公式戦問わず、毎試合二桁失点で負け続けるという未勝利の弱小チームで、その弱さは他のチームからは練習試合を敬遠されるほどに並外れていた（試合を申し込んだだけで怒り出すチームもあった）。同じ北原小の生徒たちからも学校の恥として扱われる、通称「おんぼろキッカーズ」だったが、翔の入部により努力とチームワークに目覚め、強豪チームとの練習試合を乗り越えながらその実力を着実に伸ばしていった。
全日本少年サッカー大会の地区予選では、初戦で強豪の白鳳イレブン、続く二回戦で由良崎SCに勝利して勢いに乗り、決勝戦進出を果たす。本郷らの卒業後も前年度のメンバーが数多く残っており、金時、栗田らを含めた新入部員によって控え層も充実。地区予選では2年連続の決勝進出を果たした。
キッカーズと南陽、西山はライバル的な関係となっており、作中でも公式、非公式戦合わせてそれぞれが2試合づつ激突している。
和泉FC
翔がキッカーズ入団のために訪れたとき、キッカーズと試合をしていたチーム。21対0でキッカーズを降している。
南陽SC
南陽小学校の単独チームで、前年度の全日本少年サッカー大会ベスト4の強豪チーム。全国屈指のGK上杉やトライアングル・フォーメーションと呼ばれる連携プレーを持ち味とする南陽三羽ガラスを擁してキッカーズの好敵手となった。翔が4年時のキッカーズを相手に練習試合と地区予選決勝でそれぞれ激突。これを下して全国大会へ出場し2年連続でベスト4に進出したが長崎県の多井良に敗退。上杉達が卒業した翌年は地区予選準決勝で水島亮の率いる西山SSSに大敗した。SCはサッカークラブの略。
トライアングル・フォーメーション
原作ではワンタッチの素早いパス交換によりゴールへ迫るプレーとして描かれている。トライアングル状にパスを回しパススピードも素早いため3人のうち誰がシュートするのか反応することが難しい。しかし全国大会の多井良戦ではこのシュートもあっさり止められてしまい、テレビ観戦していたキッカーズの面々は全国大会のレベルの高さを痛感した。アニメ版3話でもそれに近いプレーとして描かれているが、アニメ版最終話では「トライアングル大車輪シュート」なるプレーとして描かれている。
西山SSS
水島兄弟が所属するチームで、前年度の全日本少年サッカー大会地区予選準優勝の強豪チーム。SSS（スリーエス）とはサッカースポーツ少年団の略。翔が4年時のキッカーズとは練習試合を行って引き分け、同年の地区予選では1回戦で南陽SCの前に敗退している。翔が5年時の地区予選では水島雄が卒業した後に弟の亮が復帰、元清水が丘FCの真行寺も加わり、南陽を破って2大会ぶりに決勝戦へと進出、キッカーズと激突した。
清水が丘FC
前年度の全日本少年サッカー大会優勝チームであり翔が以前に所属していたチーム。清水が丘FC4年生チームとキッカーズとの間で練習試合を行ったが、思わぬ苦戦に清水が丘は一軍メンバーの山辺や北条をはじめとしたレギュラーを投入しベストメンバーでキッカーズに挑んだ。FCはフットボールクラブの略。
帝和FC
天童と高見沢が所属する帝和小学校の単独チーム。翔が5年時の地区予選前は全く話題にならなかったため、大会のアナウンサー兼進行係にも不思議がられていたが、小学生では相手にならないため、中学生チームとばかり練習試合をこなしていたためであった。その対中学生チームとの練習試合の成績は28戦全勝という圧倒的なもので、大会前の天童と高見沢のデモンストレーションの効果もありいきなり優勝候補と目された。帝和の読み方は「ていと」であり、「ていわ」ではない。
全日本少年サッカー大会
キッカーズの面々が出場を目指していた小学生年代（第4種）の全国大会。連載当時はよみうりランドのサッカー場が会場となり11人制の大会として実施されていた。47都道府県の代表に前回優勝チームを出した都道府県の1チームを加えた48チームで争われる。なお、この大会は2011年度から8人制の大会へ移行している。

## 派生作品
特別編
キッカーズ創設から翔が入部する第1話冒頭までを描いた読み切り編。アニメ化に合わせる形で『別冊コロコロコミック』に掲載されたが単行本には未収録。
最初期のメンバーは呼びかけ人でキャプテンの本郷、デコ、学、哲也、信介、直人、太一の7人で、健太、原兄弟、守の4人は本郷にスカウトされる形で後から入団している。
連敗続きを原因とした仲間割れで一度は崩壊しかけたキッカーズだが、メンバーたちは本郷の闘志から、本郷は偶然出会った名も知らぬサッカー少年＝翔の頑張りから、最後まで諦めない心を学んで再び立ち上がり、次の試合（本編と同じ和泉小（いずみしょう）との練習試合）へと挑んでいった。
この試合終了後に翔が合流し第1話へと繋がるのだが、本郷も含めたキッカーズの選手全員がサッカーへの情熱をほぼ完全に失っていた第1話に対して、読み切りでは試合に負けた後でも選手たちの闘志はまだまだ失われてはおらず、その意味では本編と若干食い違う流れになっている。
熱闘編 / 涙の友情編
2006年12月、株式会社G.B.から「G.B.ベストコミックス」として対南陽SC戦を完全収録した「熱闘編」と、対西山SSS戦を完全収録した「涙の友情編」が出版された際、中学生編が新たに書き下ろされた。この作品は、中学生になった本郷、翔、水島兄、上杉らが北原中学校でドリームチームを結成して全国大会に挑むという内容のもので、「熱闘編」では地区予選決勝、「涙の友情編」では全国大会決勝で水島弟が率いる宮城県代表の中学と対戦する姿が描かれた。

## 書誌情報
単行本はてんとう虫コミックスで全20巻刊行。コロコロ本誌での連載エピソードの合間に学年誌分のエピソードを挟み込む構成となっている。各エピソードはシリーズごとに一本化されており、その際には連載時の扉絵やあらすじ紹介部分はカットされ、加筆修正が行われている。本郷と直人が卒業する回は、連載時から結末が丸ごと変更された。
2001年「ワンツーマガジン社」より、てんとう虫コミックスにて未収録だった話を含む完全版として全6巻が刊行された。未収録話は第6巻にまとめられ、原作にはない作者が描いたイラストとメッセージが載っている。原作は全日本少年サッカー大会地区予選で優勝を果たし、よみうりランド行きを決定して終わるが、愛蔵版では哲也が転校することになって終わる。
- ながいのりあき 『がんばれ!キッカーズ』 小学館〈てんとう虫コミック〉、全20巻
  1. 1985年5月発売、ISBN 4-09-141001-4
  2. 1985年6月発売、ISBN 4-09-141002-2
  3. 1985年8月発売、ISBN 4-09-141003-0
  4. 1985年12月発売、ISBN 4-09-141004-9
  5. 1986年4月発売、ISBN 4-09-141005-7
  6. 1986年7月発売、ISBN 4-09-141006-5
  7. 1986年8月発売、ISBN 4-09-141007-3
  8. 1986年9月発売、ISBN 4-09-141008-1
  9. 1986年12月発売、ISBN 4-09-141009-X
  10. 1987年2月発売、ISBN 4-09-141010-3
  11. 1987年4月発売、ISBN 4-09-141181-9
  12. 1987年7月発売、ISBN 4-09-141182-7
  13. 1987年10月発売、ISBN 4-09-141183-5
  14. 1988年3月発売、ISBN 4-09-141184-3
  15. 1988年8月発売、ISBN 4-09-141185-1
  16. 1988年12月発売、ISBN 4-09-141186-X
  17. 1989年1月発売、ISBN 4-09-141187-8
  18. 1989年2月発売、ISBN 4-09-141188-6
  19. 1989年5月発売、ISBN 4-09-141189-4
  20. 1989年6月発売、ISBN 4-09-141190-8
- コロコロコミック特別編集 『がんばれ!キッカーズスペシャル』小学館〈小学館スペシャル〉
  1. 1987年4月発売、小学館漫画賞受賞を記念して出版された。
- ながいのりあき 『がんばれ!キッカーズ』 ワンツーマガジン社、全6巻
  1. 2001年12月発売、ISBN 4-90-157902-9
  2. 2002年1月発売、ISBN 4-90-157906-1
  3. 2002年2月発売、ISBN 4-90-157908-8
  4. 2002年3月発売、ISBN 4-90-157911-8
  5. 2002年4月発売、ISBN 4-90-157912-6
  6. 2002年5月発売、ISBN 4-90-157914-2
- ながいのりあき 『がんばれ!キッカーズ 熱闘編』 G.B.〈G.B.ベストコミックス〉、全1巻
  1. 2006年12月発売、ISBN 4-90-184149-1
- ながいのりあき 『がんばれ!キッカーズ 涙の友情編』 G.B.〈G.B.ベストコミックス〉、全1巻
  1. 2006年12月発売、ISBN 4-90-184150-5

## 連載時の反響と影響
作者によれば連載当初は翔や本郷といった主要人物に人気が集まったが、全日本少年サッカー大会地区予選の南陽SC対西山SSS戦で「生きること」をテーマにしたエピソードを掲載したところ読者の大きな反響を呼んだという。このエピソードを描く際に主役のキッカーズがほとんど登場しないため担当編集からは掲載に反対をされたが、命の危機にさらされた人物を巡る登場人物の心の動きをしっかりと描きたいとして押し切ったという。
プロサッカー選手の播戸竜二は、2008年に行われた安田理大との対談において「『キャプテン翼』ではなく『がんばれ!キッカーズ』派だった」と発言している。一方で播戸の後輩にあたり8歳年下の安田は「バンさん、俺は逆にそれ知らんねん」と発言している。

## テレビアニメ
1986年10月15日から1987年3月25日まで日本テレビ系ほかで放送された。全26話が制作され、放送されたのはそのうち23話。放送時間帯は水曜19:30 - 20:00。

### 制作の経緯
前述のように、全日本少年サッカー大会の10周年記念作品という位置付けである。
アニメ化に際しては、1960年代に日本テレビ系で放送された『これが青春だ』に代表される青春ドラマの古典的な演出法が採り入れられた。そのため、典型的なスポーツ漫画である原作に対し、アニメでは全体に学園ドラマ的色彩が強く、物語の軸となるキッカーズの選手たちが成長していく過程だけでなく、原作にはない翔の家族や女子キャラクターが多数登場し、翔や本郷と女子キャラクターとの恋愛も描かれた。その他のメンバーにも、小畑英夫は気が弱い、大高守は母親と二人暮し、野口学は金持ちの息子で理論派、古賀信介は大人しく無口、浜本直人は関西弁を話す明るい性格、などのオリジナルの設定 が追加され、その一部は原作にも逆輸入されていった。それぞれの選手にスポットを当てた話も作られた。また水島兄弟が亮が兄で雄が弟という原作とは逆の設定になっている。
アニメ放送開始時の原作は最初の地区予選が佳境に入っていた頃であり、アニメ版も原作にほぼ追いつく形の南陽戦の敗北で締め括られた。
アニメ版を制作したぴえろ（当時の名称はスタジオぴえろ）の公式サイトでは、視聴対象である子供たちが共感できるように配慮した個々のキャラクターの生活風景まで描きこんだドラマ性と、選手の動作を細部まで丁寧に描写したリアルな試合シーンが作品の魅力としている。一方、23話では南陽SCの選手が得意とする「トライアングルフォーメーション」について、3人が次々に空中高く飛び上がり、横一列の隊形から前方宙返りを繰り返してキーパーを幻惑するなど、奇想天外なプレーとして描いている。
また、既存のスポ根ものに倣い、南陽SCの上杉が主人公の翔の宿命のライバルとして位置付けられている。なお、一部の資料において「原作での上杉は一話限りの登場」「原作では一度の試合で消える」と記されているが、原作では1985年5月発売の第1巻、1985年6月発売の第2巻、1986年4月発売の5巻、同年7月発売の6巻に登場するなど、同年10月の放送開始前にも頻繁に登場している。

### ストーリー
公式戦未勝利で22連敗中の北原キッカーズに大地翔が加入し、キャプテンの本郷勝と共にチームを牽引して初勝利を目指す。翔は南陽小の上杉光と対決しライバル関係となるが、一方で上杉の妹の明菜と出会い、恋にスポーツにと忙しい学園生活を満喫するのだった。

### 作品評価と展開
1988年に出版された『TVアニメ25年史』は「原作にない女性キャラの登場などもあったが、基本的には原作に忠実な内容だった。サッカーの試合なども手がたく描写しており、演出のメリハリで見せる『キャプテン翼』とは対照的であった」と評している。一方、脚本を担当した静谷伊佐夫は打ち切りの決定した直後の『アニメージュ』1987年4月号において「この作品が全く理解できない。流行の絵からは外れ、主人公は能天気。なぜアニメ化をするのかと真剣に悩んだ」と前置きをした上で「それでも作品に関わるうちに少しづつ愛着がわいてきた」と評している。
1987年3月限りで放送終了となったが、特番の関係で放送されなかった第15話は同年8月26日にスペシャル枠で、打ち切りのために未発表となっていた3話分のエピソードは1988年1月5日に『がんばれ!キッカーズスペシャル ひとりぼっちのエースストライカー』として放送された。DVD-BOXにはTVで放送されなかった未放送分の3話が収録されており、全26話が完全収録されている。
なお、裏番組の『めぞん一刻』（フジテレビ系）は、「主題歌の歌手が、本編とは無関係」であり、オープニング主題歌を歌った斉藤由貴は、実写版で音無響子を演じていないどころか、何のキャストも演じていない（況してや、企画も、脚本書きも、原画作りも、何ら関与していない）。これとは逆に、『がんばれ!キッカーズ』は、「主題歌の歌手が、何らかの形で本編にも出演する」数少ない作品の一つであり、オープニングとエンディングの両方の主題歌を歌った西村知美が、女子サッカーチーム「立花パープルズ」のキャプテンとして本編にも出演している。本作以外で、「主題歌の歌手が、何らかの形で本編にも出演する」作品は、堀江美都子が主演の作品か、『愛少女ポリアンナ物語』から『小公子セディ』までの世界名作劇場シリーズなどがある。

### アニメオリジナル登場人物
上杉 明菜 （うえすぎ あきな）
声 - 江原由希子（現・YOU）
光の妹。翔と恋仲になった。
朱里  (あかり)
声 - 大和田りつこ
本郷の追っかけ三人娘の1人。
ユキエ
声 - 小林優子
本郷の追っかけ三人娘の1人。
ヒロコ
声 - 神代知衣
本郷の追っかけ三人娘の1人。
畑中 （はたなか）
声 - 羽村京子
野球部キャプテン。本郷の親友。
江川 （えがわ）
声 - 片岡富枝
野球部所属。当初は「出れば負け」とキッカーズを馬鹿にしていたが、試合での活躍を見て応援するようになる。
大上コーチ （おおがみコーチ）♯16～18話DVD19～21話
声 - 目黒裕一
北原小学校OB。キッカーズのコーチに就任し、部員の反発を買うもキッカーズの強化に一役買い信頼を得た。かつて、彼自身も北原小でサッカーをしていた。その時も負け続け、学校中から馬鹿にされチームは解散。キッカーズが設立されたのは彼の卒業後である。本業はコーチではなく牧場の仕事であり、東谷との試合の最中に自ら辞任した。
北原小校長
声 - 岡和男
北原小教頭
声 - 小室正幸
一平 (いっぺい)♯7話
声 - 峰あつ子
一平の祖父 (いっぺいのそふ)♯7話
声 - 峰恵研
越智 (おち)♯8話
声 - 橋本晃一
石井健太の父 (いしい けんたのちち)♯8話
声 - 立木文彦
大高 恵子 (おおたか けいこ)♯11話
声 - 小野洋子
大高 守の母親
藤原 （ふじわら)♯11話
声 - 増岡弘
藤原 明彦 （ふじわら あきひこ）♯11話
声 - 荒川美奈子
今川  (いまがわ)♯13話
声 - 大塚芳忠
堀江 光太郎 （ほりえ こうたろう）♯14話
声 - 島田敏
堀江 慎太郎 (ほりえ しんたろう)♯14話
声 - 堀川亮
高田哲也の父 (たかだてつやのちち)♯15話♯DVD18話
声 - 亀山助清
徳光 （とくみつ）
声 - 塩屋浩三
放送部員らしく、試合の実況に訪れる。原作でも登場しているが名前はアニメが先。
大地 歩 （だいち あゆみ）
声 - 本多知恵子
翔の姉。本郷と恋仲になった。陸上部所属。
大地 広 （だいち ひろし）
声 - 徳弘夏生
翔の父。
大地 緑 （だいち みどり）
声 - 鈴木みえ
翔の母。
マラドーナ
大地家の飼い犬。
西村 知美 （にしむら ともみ）♯16話DVD19話
声 - 西村知美
女子だけで構成されたサッカーチーム・立花パープルズのキャプテン。

### スタッフ
- 製作：布川ゆうじ
- プロデューサー：明峯治彦、岡田圀孝、松本堯一
- 総監督：鴫野彰
- シリーズ構成：富田祐弘
- キャラクターデザイン：大坂竹志
- 美術監督：三浦智
- 美術設定：佐藤正治
- 撮影監督：金子仁
- 音響監督：浅梨なおこ
- 音楽：入江純
- 背景：デザインオフィスメカマン
- 撮影：東京アニメーションフィルム
- 編集：坂本雅紀
- 録音制作：オムニバスプロモーション
- 音響効果：佐藤一俊
- 調整：桑原邦男
- 録音スタジオ：ニュージャパンスタジオ
- 現像：東京現像所
- 制作：I&S、スタジオぴえろ

### 主題歌
- オープニングテーマ - 「君は流れ星」
- エンディングテーマ - 「銀河の少年」

2曲とも、歌 - 西村知美 / 作詞 - 売野雅勇 / 作曲 - 中崎英也 / 編曲 - 武部聡志
上記2曲を収録したシングルレコードは、東芝EMIより発売された。

### 各話リスト
| 話数 | ソフト順 | 放送日                 | サブタイトル                           | 脚本                       | 絵コンテ             | 演出                 | 作画監督          |
| ---- | -------- | ---------------------- | -------------------------------------- | -------------------------- | -------------------- | -------------------- | ----------------- |
| 1    | 1        | 1986年 10月15日        | はらァー!ほんとにこれがサッカー部?     | 富田祐弘                   | 鴫野彰               | 鴫野彰               | 大坂竹志          |
| 2    | 2        | 10月22日               | グズの太一がオンボロチームを救った!    | 富田祐弘                   | 岩田六               | 岩田六               | 大坂竹志          |
| 3    | 3        | 10月29日               | デコ、サッカーなんてやめてしまえ!      | 富田祐弘                   | 森川滋               | 森川滋               | 大坂竹志          |
| 4    | 4        | 11月5日                | あの上杉と対決だ!南陽戦キックオフ!!    | 金子裕                     | 森脇真琴             | 玉野陽美             | 大坂竹志          |
| 5    | 5        | 11月12日               | あきらめないぞ!絶対1点とってやる!!     | 金子裕                     | 新林実               | 新林実               | 大坂竹志          |
| 6    | 6        | 11月19日               | そんなバカな!キャプテンはエッチだ?     | 富田祐弘                   | 鴫野彰               | 横田和               | 中山勝一          |
| 7    | 7        | 11月26日               | とどけ!空に舞う友情のサッカーボール    | 静谷伊佐夫                 | 森川滋               | 森川滋               | 大坂竹志          |
| 8    | 8        | 12月3日                | はらァー、健太君の幻のスーパーシュート | 四十物光男                 | 玉野陽美             | 玉野陽美             | 大坂竹志          |
| 9    | 9        | 12月10日               | 大ピンチ!ボールのけれないキッカーズ    | 富田祐弘                   | 金子隆悠季           | 新林実               | 林隆文            |
| 10   | 10       | 12月17日               | えっ健太とデコ退場!ラフプレーに苦戦    | 四十物光男                 | 岩田六               | 岩田六               | 大坂竹志          |
| 11   | 11       | 1987年 1月7日          | 結婚反対!?守くんがうけたヘンな挑戦状   | 金子裕                     | 横田和               | 横田和               | 大坂竹志          |
| 12   | 12       | 1月14日                | 学も明菜も優勝だ!キッカーズが応援団    | 富田祐弘                   | 鴫野彰               | 森川滋               | 大坂竹志          |
| 13   | 13       | 1月21日                | コンピューターサッカーをぶっとばせ!    | 四十物光男                 | 新林実               | 新林実               | 下田正美          |
| 14   | 14       | 1月28日                | バカにするな!倍速シュートを決めろ!!    | 静谷伊佐夫                 | 森川滋               | 岩田六               | 大坂竹志          |
| 15   | 18       | 8月26日                | 哲也の特ダネ!気分はキッカーズ探偵団    | 金子裕                     | 玉野陽美             | 玉野陽美             | 進藤満尾          |
| 16   | 19       | 2月4日                 | ゲッ!とんでもないコーチがやって来た    | 四十物光男                 | 鴫野彰               | 森川滋               | 大坂竹志          |
| 17   | 20       | 2月11日                | キッカーズの大もめバレンタインデー!    | 静谷伊佐夫                 | 横田和               | 横田和               | 大坂竹志          |
| 18   | 21       | 2月18日                | どうしたの?試合中に立ち去ったコーチ    | 富田祐弘                   | 岩田六               | 岩田六               | 大坂竹志          |
| 19   | 22       | 2月25日                | さあ公式戦だ!でも野球部とトラブった    | 金子裕                     | 鴫野彰               | 新林実               | 林隆文            |
| 20   | 23       | 3月４日                | 見つけたぞ!白鳳エイトバックの弱点      | 金子裕                     | 森脇真琴             | 玉野陽美             | 大坂竹志          |
| 21   | 24       | 3月11日                | ナゾのチーム出現!第2試合は大乱戦?      | 四十物光男                 | 森川滋               | 森川滋               | 大坂竹志          |
| 22   | 25       | 3月18日                | GO!ライバル上杉との熱闘が始まった      | 富田祐弘                   | 岩田六               | 岩田六               | 大坂竹志          |
| 23   | 26       | 3月25日                | 君は流れ星!燃えつきろキッカーズ        | 富田祐弘                   | 鴫野彰               | 鴫野彰               | 大坂竹志          |
| SP   | 15       | 1988年 1月5日          | ひとりぼっちのエースストライカー       | 四十物光男 富田祐弘 金子裕 | 岩田六 横田和 鴫野彰 | 岩田六 横田和 鴫野彰 | 大坂竹志 進藤満尾 |
| SP   | 16       | 1988年 1月5日          | 歩ちゃんに贈られた赤いバラのなぞ       | 富田祐弘                   | 横田和               | 横田和               |                   |
| SP   | 17       | 1988年 1月5日          | アウトロー集団ジャッカルズを倒せ！     | 金子裕                     | 鴫野彰               | 鴫野彰               |                   |
| OVA  | OVA      | 1987年 8月21日 （VHS） | ぼくたちの伝説                         |                            |                      |                      |                   |

### 放送局
※放送系列は放送当時、放送日時は個別に出典が掲示されている局を除き1987年2月中旬 - 3月上旬時点のものとする。
| 放送地域       | 放送局         | 放送日時                  | 放送系列                                     | 備考   |
| -------------- | -------------- | ------------------------- | -------------------------------------------- | ------ |
| 関東広域圏     | 日本テレビ     | 水曜 19:30 - 20:00        | 日本テレビ系列                               | 制作局 |
| 北海道         | 札幌テレビ     | 水曜 19:30 - 20:00        | 日本テレビ系列                               |        |
| 青森県         | 青森放送       | 水曜 19:30 - 20:00        | 日本テレビ系列 テレビ朝日系列                |        |
| 岩手県         | テレビ岩手     | 水曜 19:30 - 20:00        | 日本テレビ系列                               |        |
| 宮城県         | ミヤギテレビ   | 水曜 19:30 - 20:00        | 日本テレビ系列                               |        |
| 秋田県         | 秋田放送       | 水曜 19:30 - 20:00        | 日本テレビ系列                               |        |
| 山形県         | 山形放送       | 水曜 19:30 - 20:00        | 日本テレビ系列 テレビ朝日系列                |        |
| 福島県         | 福島中央テレビ | 水曜 19:30 - 20:00        | 日本テレビ系列                               |        |
| 新潟県         | テレビ新潟     | 水曜 19:30 - 20:00        | 日本テレビ系列                               |        |
| 富山県         | 北日本放送     | 水曜 19:30 - 20:00        | 日本テレビ系列                               |        |
| 福井県         | 福井放送       | 水曜 19:30 - 20:00        | 日本テレビ系列                               |        |
| 山梨県         | 山梨放送       | 水曜 19:30 - 20:00        | 日本テレビ系列                               |        |
| 静岡県         | 静岡第一テレビ | 水曜 19:30 - 20:00        | 日本テレビ系列                               |        |
| 中京広域圏     | 中京テレビ     | 水曜 19:30 - 20:00        | 日本テレビ系列                               |        |
| 近畿広域圏     | 読売テレビ     | 水曜 19:30 - 20:00        | 日本テレビ系列                               |        |
| 鳥取県・島根県 | 日本海テレビ   | 水曜 19:30 - 20:00        | 日本テレビ系列                               |        |
| 広島県         | 広島テレビ     | 水曜 19:30 - 20:00        | 日本テレビ系列                               |        |
| 山口県         | 山口放送       | 水曜 19:30 - 20:00        | 日本テレビ系列 テレビ朝日系列                |        |
| 徳島県         | 四国放送       | 水曜 19:30 - 20:00        | 日本テレビ系列                               |        |
| 香川県・岡山県 | 西日本放送     | 水曜 19:30 - 20:00        | 日本テレビ系列                               |        |
| 愛媛県         | 南海放送       | 水曜 19:30 - 20:00        | 日本テレビ系列                               |        |
| 高知県         | 高知放送       | 水曜 19:30 - 20:00        | 日本テレビ系列                               |        |
| 福岡県         | 福岡放送       | 水曜 19:30 - 20:00        | 日本テレビ系列                               |        |
| 長崎県         | テレビ長崎     | 水曜 19:30 - 20:00        | フジテレビ系列 日本テレビ系列                | [ 73 ] |
| 熊本県         | 熊本県民テレビ | 水曜 19:30 - 20:00        | 日本テレビ系列                               |        |
| 鹿児島県       | 鹿児島テレビ   | 水曜 19:30 - 20:00        | フジテレビ系列 日本テレビ系列                | [ 73 ] |
| 長野県         | テレビ信州     | 月曜 17:30 - 18:00        | 日本テレビ系列 テレビ朝日系列                |        |
| 大分県         | テレビ大分     | 金曜 16:00 - 16:30        | フジテレビ系列 日本テレビ系列 テレビ朝日系列 |        |
| 宮崎県         | テレビ宮崎     | 月曜 - 木曜 16:00 - 16:30 | フジテレビ系列 日本テレビ系列 テレビ朝日系列 |        |
| 沖縄県         | 琉球放送       | 木曜 17:25 - 17:55        | TBS系列                                      |        |